# (9648) Gotouhideo
(9648) Gotouhideo est un astéroïde de la ceinture principale.

## Description
(9648) Gotouhideo est un astéroïde de la ceinture principale. Il fut découvert le 30 octobre 1995 à Kashihara par Fumiaki Uto. Il présente une orbite caractérisée par un demi-grand axe de 2,27 UA, une excentricité de 0,17 et une inclinaison de 4,7° par rapport à l'écliptique.

## Compléments